# Urotheca dumerilli
Urotheca dumerilli là một loài rắn trong họ Rắn nước. Loài này được Bibron mô tả khoa học đầu tiên năm 1840.